# Torvmosstaggmätare
Torvmosstaggmätare Carsia sororiata är en fjärilsart som beskrevs av Jacob Hübner 1808 eller 1813. Torvmosstaggmätare ingår i släktet Carsia och familjen mätare, Geometridae. Arten är reproducerande i Sverige. En underart finns listad i Catalogue of Life, Carsia sororiata anglica Prout, 1937.

## Bildgalleri

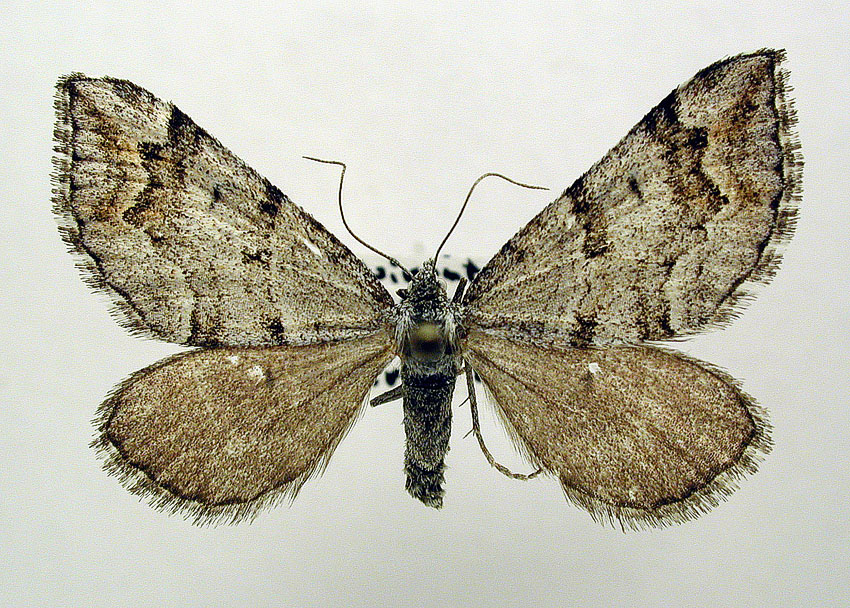